# Benjamin Jacques Alliod
Benjamin Jacques Alliod (24 gennaio 2000) è uno sciatore alpino italiano.

## Biografia
Specialista delle prove veloci originario di Fénis e attivo dal novembre del 2016, Benjamin Jacques Alliod ha esordito in Coppa Europa il 12 febbraio 2020 a Sella Nevea in supergigante (61º) e in Coppa del Mondo il 14 dicembre 2023 in Val Gardena in discesa libera (37º); il 13 dicembre 2024 ha conquistato il primo podio in Coppa Europa, a Santa Caterina Valfurva in supergigante (3º). Non ha preso parte a rassegne olimpiche o iridate.

## Palmarès

### Coppa del Mondo
- Miglior piazzamento in classifica generale: 121º nel 2025

### Coppa Europa
- Miglior piazzamento in classifica generale: 30º nel 2023
- 1 podio:
  - 1 terzo posto